# Thomas Muster
Thomas Muster (ur. 2 października 1967 w Leibnitz) – austriacki tenisista, lider rankingu ATP singlistów, zwycięzca French Open 1995 w grze pojedynczej, reprezentant w Pucharze Davisa, olimpijczyk.

## Kariera tenisowa
W gronie juniorów Muster awansował do finału French Open 1985 w grze pojedynczej. W tym samym roku rozpoczął karierę zawodową, którą kontynuował do 1999 roku. W czerwcu 2010 ponownie wznowił starty w profesjonalnym tenisie, a ostatecznie zakończył karierę w listopadzie sezonu 2011.
W 1995 roku Austriak wygrał wielkoszlemowy French Open grze pojedynczej, po finale z Michaelem Changiem. Jest również zdobywcą 8 tytułów rangi ATP Masters Series. Łącznie w swojej karierze wygrał 44 turnieje rangi ATP World Tour z 55 osiągniętych finałów.
W grze podwójnej Muster rozegrał 2 finały rangi ATP World Tour, odnosząc 1 triumf.
W latach 1984–1991, 1994–1997 reprezentował Austrię w Pucharze Davisa. Bilans Mustera w turnieju wynosi 36 zwycięstw i 8 porażek w singlu oraz 9 wygranych przy 10 przegranych w deblu.
Austriak brał udział w pokazowym turnieju igrzysk olimpijskich w Los Angeles (1984). Podczas igrzysk olimpijskich w Barcelonie (1992) w 1 rundzie singla pokonał go Francuz Henri Leconte.
Dnia 12 lutego 1996 roku został sklasyfikowany na miejscu lidera klasyfikacji singlowej ATP. Zajmował tę pozycję przez tydzień. Następnie 11 marca, przez kolejne 5 tygodni, przewodził w rankingu ATP. W deblu najwyżej był na 94. miejscu 7 listopada 1988 roku.
Muster słynął jako specjalista od gry na nawierzchni ziemnej. W sezonie 1995 uzyskał bilans 65–2 na tym podłożu i został określony jako "King of Clay". Osiągnął także serię 40 kolejnych zwycięstw na cegle oraz między majem 1990 a lipcem 1995 roku wygrał 24 finały z rzędu na kortach ziemnych.

### Finały w turniejach ATP World Tour
| Legenda                                      |
| -------------------------------------------- |
| Wielki Szlem                                 |
| Igrzyska olimpijskie                         |
| Tennis Masters Cup / ATP Finals              |
| ATP Masters Series / ATP Tour Masters 1000   |
| ATP International Series Gold / ATP Tour 500 |
| ATP International Series / ATP Tour 250      |

#### Gra pojedyncza (44–11)
| Końcowy wynik | Nr  | Data                 | Turniej            | Nawierzchnia    | Przeciwnik             | Wynik finału               |
| ------------- | --- | -------------------- | ------------------ | --------------- | ---------------------- | -------------------------- |
| Zwycięzca     | 1.  | 3 sierpnia 1986      | Hilversum          | Ceglana         | Jakob Hlasek           | 6:1, 6:3, 6:3              |
| Zwycięzca     | 2.  | 10 lipca 1988        | Boston             | Ceglana         | Lawson Duncan          | 6:2, 6:2                   |
| Zwycięzca     | 3.  | 31 lipca 1988        | Bordeaux           | Ceglana         | Ronald Agénor          | 6:3, 6:3                   |
| Zwycięzca     | 4.  | 14 sierpnia 1988     | Praga              | Ceglana         | Guillermo Pérez Roldán | 6:4, 5:7, 6:2              |
| Finalista     | 1.  | 18 września 1988     | Barcelona          | Ceglana         | Kent Carlsson          | 3:6, 3:6, 6:3, 1:6         |
| Zwycięzca     | 5.  | 25 września 1988     | Bari               | Ceglana         | Marcelo Filippini      | 2:6, 6:1, 7:5              |
| Finalista     | 2.  | 23 października 1988 | Wiedeń             | Dywanowa (hala) | Horst Skoff            | 6:4, 3:6, 4:6, 2:6         |
| Finalista     | 3.  | 2 kwietnia 1989      | Key Biscayne       | Twarda          | Ivan Lendl             | walkower                   |
| Zwycięzca     | 6.  | 7 stycznia 1990      | Adelaide           | Twarda          | Jimmy Arias            | 3:6, 6:2, 7:5              |
| Zwycięzca     | 7.  | 11 marca 1990        | Casablanca         | Ceglana         | Guillermo Pérez Roldán | 6:1, 6:7, 6:2              |
| Finalista     | 4.  | 29 kwietnia 1990     | Monte Carlo        | Ceglana         | Andriej Czesnokow      | 5:7, 3:6, 3:6              |
| Finalista     | 5.  | 6 maja 1990          | Monachium          | Ceglana         | Karel Nováček          | 4:6, 2:6                   |
| Zwycięzca     | 8.  | 21 maja 1990         | Rzym               | Ceglana         | Andriej Czesnokow      | 6:1, 6:3, 6:1              |
| Zwycięzca     | 9.  | 16 czerwca 1991      | Florencja          | Ceglana         | Horst Skoff            | 6:2, 6:7(2), 6:4           |
| Zwycięzca     | 10. | 15 września 1991     | Genewa             | Ceglana         | Horst Skoff            | 6:2, 6:4                   |
| Zwycięzca     | 11. | 26 kwietnia 1992     | Monte Carlo        | Ceglana         | Aaron Krickstein       | 6:3, 6:1, 6:3              |
| Zwycięzca     | 12. | 14 czerwca 1992      | Florencja          | Ceglana         | Renzo Furlan           | 6:3, 1:6, 6:1              |
| Zwycięzca     | 13. | 30 sierpnia 1992     | Umag               | Ceglana         | Franco Davín           | 6:1, 4:6, 6:4              |
| Finalista     | 6.  | 17 stycznia 1993     | Sydney             | Twarda          | Pete Sampras           | 6:7(7), 1:6                |
| Zwycięzca     | 14. | 28 lutego 1993       | Meksyk             | Ceglana         | Carlos Costa           | 6:2, 6:4                   |
| Zwycięzca     | 15. | 13 czerwca 1993      | Florencja          | Ceglana         | Jordi Burillo          | 6:1, 7:5                   |
| Zwycięzca     | 16. | 20 czerwca 1993      | Genua              | Ceglana         | Magnus Gustafsson      | 7:6(3), 6:4                |
| Zwycięzca     | 17. | 8 sierpnia 1993      | Kitzbühel          | Ceglana         | Javier Sánchez         | 6:3, 7:5, 6:4              |
| Zwycięzca     | 18. | 15 sierpnia 1993     | San Marino         | Ceglana         | Renzo Furlan           | 7:5, 7:5                   |
| Zwycięzca     | 19. | 29 sierpnia 1993     | Umag               | Ceglana         | Alberto Berasategui    | 7:5, 3:6, 6:3              |
| Zwycięzca     | 20. | 3 października 1993  | Palermo            | Ceglana         | Sergi Bruguera         | 7:6(2), 7:5                |
| Finalista     | 7.  | 24 października 1993 | Wiedeń             | Dywanowa (hala) | Goran Ivanišević       | 6:4, 4:6, 4:6, 6:7(3)      |
| Zwycięzca     | 21. | 27 lutego 1994       | Meksyk             | Ceglana         | Roberto Jabali         | 6:3, 6:1                   |
| Zwycięzca     | 22. | 1 maja 1994          | Madryt             | Ceglana         | Sergi Bruguera         | 6:2, 3:6, 6:4, 7:5         |
| Zwycięzca     | 23. | 19 czerwca 1994      | St. Pölten         | Ceglana         | Tomás Carbonell        | 4:6, 6:2, 6:4              |
| Zwycięzca     | 24. | 5 marca 1995         | Meksyk             | Ceglana         | Fernando Meligeni      | 7:6(4), 7:5                |
| Zwycięzca     | 25. | 9 kwietnia 1995      | Estoril            | Ceglana         | Albert Costa           | 6:4, 6:2                   |
| Zwycięzca     | 26. | 16 kwietnia 1995     | Barcelona          | Ceglana         | Magnus Larsson         | 6:2, 6:1, 6:4              |
| Zwycięzca     | 27. | 30 kwietnia 1995     | Monte Carlo        | Ceglana         | Boris Becker           | 4:6, 5:7, 6:1, 7:6(6), 6:0 |
| Zwycięzca     | 28. | 21 maja 1995         | Rzym               | Ceglana         | Sergi Bruguera         | 3:6, 7:6(5), 6:2, 6:3      |
| Zwycięzca     | 29. | 11 czerwca 1995      | French Open, Paryż | Ceglana         | Michael Chang          | 7:5, 6:2, 6:4              |
| Zwycięzca     | 30. | 25 czerwca 1995      | St. Pölten         | Ceglana         | Bohdan Ulihrach        | 6:3, 3:6, 6:1              |
| Zwycięzca     | 31. | 23 lipca 1995        | Stuttgart          | Ceglana         | Jan Apell              | 6:2, 6:2                   |
| Finalista     | 8.  | 6 sierpnia 1995      | Kitzbühel          | Ceglana         | Albert Costa           | 6:4, 4:6, 6:7(3), 6:2, 4:6 |
| Zwycięzca     | 32. | 13 sierpnia 1995     | San Marino         | Ceglana         | Andrea Gaudenzi        | 6:2, 6:0                   |
| Zwycięzca     | 33. | 27 sierpnia 1995     | Umag               | Ceglana         | Carlos Costa           | 3:6, 7:6(5), 6:4           |
| Zwycięzca     | 34. | 17 września 1995     | Bukareszt          | Ceglana         | Gilbert Schaller       | 6:3, 6:4                   |
| Finalista     | 9.  | 22 października 1995 | Wiedeń             | Dywanowa (hala) | Filip Dewulf           | 5:7, 2:6, 6:1, 5:7         |
| Zwycięzca     | 35. | 29 października 1995 | Essen              | Dywanowa (hala) | MaliVai Washington     | 7:6(6), 2:6, 6:3, 6:4      |
| Zwycięzca     | 36. | 10 marca 1996        | Meksyk             | Ceglana         | Jiří Novák             | 7:6(3), 6:2                |
| Zwycięzca     | 37. | 14 kwietnia 1996     | Estoril            | Ceglana         | Andrea Gaudenzi        | 7:6(4), 6:4                |
| Zwycięzca     | 38. | 21 kwietnia 1996     | Barcelona          | Ceglana         | Marcelo Ríos           | 6:3, 4:6, 6:4, 6:1         |
| Zwycięzca     | 39. | 28 kwietnia 1996     | Monte Carlo        | Ceglana         | Albert Costa           | 6:3, 5:7, 4:6, 6:3, 6:2    |
| Zwycięzca     | 40. | 19 maja 1996         | Rzym               | Ceglana         | Richard Krajicek       | 6:2, 6:4, 3:6, 6:3         |
| Zwycięzca     | 41. | 21 lipca 1996        | Stuttgart          | Ceglana         | Jewgienij Kafielnikow  | 6:2, 6:2, 6:4              |
| Zwycięzca     | 42. | 15 września 1996     | Bogota             | Ceglana         | Nicolás Lapentti       | 6:7(6), 6:2, 6:3           |
| Zwycięzca     | 43. | 16 lutego 1997       | Dubaj              | Twarda          | Goran Ivanišević       | 7:5, 7:6(3)                |
| Zwycięzca     | 44. | 30 marca 1997        | Miami              | Twarda          | Sergi Bruguera         | 7:6(6), 6:3, 6:1           |
| Finalista     | 10. | 10 sierpnia 1997     | Cincinnati         | Twarda          | Pete Sampras           | 3:6, 4:6                   |
| Finalista     | 11. | 12 kwietnia 1998     | Estoril            | Ceglana         | Alberto Berasategui    | 6:3, 1:6, 3:6              |

#### Gra podwójna (1–1)
| Końcowy wynik | Nr | Data             | Turniej | Nawierzchnia | Partner         | Przeciwnicy                          | Wynik finału |
| ------------- | -- | ---------------- | ------- | ------------ | --------------- | ------------------------------------ | ------------ |
| Finalista     | 1. | 14 sierpnia 1988 | Praga   | Ceglana      | Horst Skoff     | Petr Korda Jaroslav Navrátil         | 5:7, 6:7     |
| Zwycięzca     | 1. | 25 września 1988 | Bari    | Ceglana      | Claudio Panatta | Francesco Cancellotti Simone Colombo | 6:3, 6:1     |

### Starty wielkoszlemowe (gra pojedyncza)
| Turniej          | 1985  | 1986  | 1987  | 1988  | 1989  | 1990  | 1991  | 1992  | 1993  | 1994  | 1995  | 1996  | 1997  | 1998  | 1999  | Wygrane turnieje | Bilans w turnieju |
| ---------------- | ----- | ----- | ----- | ----- | ----- | ----- | ----- | ----- | ----- | ----- | ----- | ----- | ----- | ----- | ----- | ---------------- | ----------------- |
| Australian Open  | –     | –     | –     | 1R    | SF    | 3R    | –     | 3R    | 2R    | QF    | 3R    | 4R    | SF    | 1R    | 1R    | 0 / 11           | 23–11             |
| French Open      | 1R    | 2R    | 3R    | 3R    | –     | SF    | 1R    | 2R    | 4R    | 3R    | W     | 4R    | 3R    | QF    | 1R    | 1 / 14           | 32–13             |
| Wimbledon        | –     | –     | 1R    | –     | –     | –     | –     | 1R    | 1R    | 1R    | –     | –     | –     | –     | –     | 0 / 4            | 0–4               |
| US Open          | –     | 1R    | 3R    | 1R    | –     | 4R    | –     | –     | QF    | QF    | 4R    | QF    | 1R    | 3R    | –     | 0 / 10           | 22–10             |
| Wygrane turnieje | 0 / 1 | 0 / 2 | 0 / 3 | 0 / 3 | 0 / 1 | 0 / 3 | 0 / 1 | 0 / 3 | 0 / 4 | 0 / 4 | 1 / 3 | 0 / 3 | 0 / 3 | 0 / 3 | 0 / 2 | 1 / 39           | N/A               |
| Bilans spotkań   | 0–1   | 1–2   | 4–3   | 2–3   | 4–1   | 10–3  | 0–1   | 3–3   | 8–4   | 10–4  | 12–2  | 10–3  | 7–3   | 6–3   | 0–2   | N/A              | 77–38             |